# Багатокористувацька онлайнова рольова гра

Знімок World of Warcraft — однієї з найпопулярніших MMORPG

Масова багатоосібна (або багатокористувацька) онлайнова рольова гра (англ. Massively multiplayer online role-playing game, MMORPG) — жанр онлайнових рольових відеоігор, в якій велика кількість гравців взаємодіє один з одним у віртуальному світі (головним чином у жанрі фентезі). Як і в більшості RPG, гравцеві пропонується роль вигаданого героя та можливість керувати його діями. MMORPG відрізняються від одноосібних і невеликих мережевих рольових ігор безліччю гравців, а також віртуальним світом, який продовжує існувати за відсутністі гравця. Віртуальний світ підтримується видавцем гри.
Сучасні багатоосібні рольові ігри стали справжнім феноменом мережі. У найпопулярніші з них грають мільйони людей. Багато таких ігор є платними. Місячна підписка на деякі коштує до кількох десятків доларів США. Враховуючи багатотисячну аудиторію, подібні ігри є значними та успішними комерційними проектами.

## Особливості
У віртуальному світі гравці можуть виконувати різні дії, взаємодіючи один з одним. Існують і керовані комп'ютером персонажі (NPC), в тому числі ворожі (моби). У більшості ігор за знищення ворогів гравець отримує винагороду та очки досвіду. Отримані очки гравець використовує для вдосконалення навичок та вмінь героя. Винагорода (ігрова валюта або цінні речі) складають основу економічних відносин між учасниками гри.
Багатьом MMORPG притаманно, що гравці мають можливість створювати внутрішні об'єднання (гільдії, клани), члени яких можуть дотримуватися певної політики по відношенню до інших гравців та об'єднань. У деяких іграх герої при першій появі в світі нейтральні, в інших — ворожі до певних персонажів відповідно до сюжету гри.
У більшості платних MMORPG гравці купують платну підписку, Іноді видавці вимагають одноразового придбання копії гри. Безкоштовні MMORPG можна просто завантажити в Інтернеті. Часто в них використовують систему мікротранзакцій — придбання внутрішньоігрових речей за реальні гроші.
Взагалі, в MMORPG утворилося багато категорій і жанрів. Класично MMORPG діляться за трьома стилями гри, але в основному поєднують в собі декілька:
- PvE — Гравець проти Оточення (англ. Player versus Environment). Гра побудована на відносинах «Гравець — Світ». Взаємодіючи з ігровим оточенням, гравець покращує характеристики власного персонажа і просувається по сюжетній лінії (якщо така існує).
- PvP — Гравець проти Гравця (англ. Player versus Player). Гра будується на відносинах «Гравець — Гравець», де чільну роль грає фактор комунікації, протистояння і обміну ігровими предметами між гравцями.
- PvE / PvP — поєднує в собі якості двох вищенаведених стилів. Є базовою схемою побудови сучасних MMORPG.
- RvR — Царство проти Царства (англ. Realm versus Realm). Організація гравців (паті) (необов'язково клан) проти іншої групи (часом випадкової) у боротьбі за ресурси гри і / або міста противника.
- PvPvE — Гравець проти Гравця проти Оточення (англ. Player versus Player versus Environment). Гра побудована на відносинах «Гравець — Гравець» з втручанням третьої неігрової сторони для підтримки балансу ігрових сторін.
- PvMP — Гравець проти Гравця, що грає за Монстра (англ. Player versus Monster Player).

З розвитком нових технологій з'явилися нові види MMORPG:
- Колекційні. Основна мета — збирати колекції з персонажів та різних предметів і прокачувати їх.
- Симулятори виживання. Основна мета — добувати ресурси та спорядження, щоб вижити в суворих умовах.
- Пісочниці. Усі гравці знаходяться в єдиній живій ігровій системі. Крафтинг та торгівля є головними складовими таких ігор.[1]

## Найвизначніші ігри
- World of Warcraft
- Final Fantasy XIV
- Ultima Online
- Warhammer Online: Age of Reckoning
- Lineage II
- Neverwinter Nights (1991)
- EverQuest
- Meridian 59
- Perfect World
- Star Wars: The Old Republic
- The Elder Scrolls Online